# 豊岡市立豊岡南中学校
豊岡市立豊岡南中学校（とよおかしりつ とよおかみなみちゅうがっこう）は、兵庫県豊岡市大磯町にある公立中学校。

## 沿革
戦後の学制改革において、豊岡町は将来の市制施行を見越して、五荘村、奈佐村、新田村、中筋村の4村と共同で当初から組合設立に動き、組合立中学校2校（豊岡北中学校・豊岡南中学校）の設立に至る。のちに5町村が順次合併し豊岡市となり市域の拡大に伴い統合を重ね現在も単独校として残っている。
本校の前身として、5町村の組合立で設けられた豊岡町外四ヶ村学校組合立豊岡青年学校が認められる。終戦後新制中学校移行までに兵庫県内でも多くの青年学校が消滅に至ったが当校はむしろ生徒数を増やし、当局もこれに応えて熱心に指導したので新制中学校への移行に際しても経過措置として一年間は新制中学校と併置する形で（南北中学校に分かれて）存続することになった。
- 1947年（昭和22年）4月 - 豊岡町外四ヶ村学校組合立豊岡南中学校創立、豊岡小学校講堂で開校式・入学式。1年生は豊岡小、2・3年生は出身小学校で授業を受ける。
  - 5月 - 豊岡小体育館を仕切って教室とし、全生徒を収容する。
  - 8月 - 火災で豊岡小西校舎を焼失、県立豊岡高等女学校の一部を借用する。
  - 10月15日 - 奈佐村が組合から離脱、豊岡町外三ヶ村学校組合立豊岡南中学校と改称。
- 1948年（昭和23年）7月 - 新制高等学校発足に伴い、豊岡東高校（旧豊岡中学）と豊岡西高校（旧豊岡高女）が統合、旧豊岡高女の校舎が空くことになり全面移転。
- 1950年（昭和25年）4月 - 市政実施に伴い、豊岡市立豊岡南中学校と改称する。
- 1976年（昭和51年）4月 - 豊岡市立神美中学校[注 2]を統合する。統合新校舎（現在地）に移転。
- 1977年（昭和52年）5月 - 統合校舎竣工式（5月15日を開校記念日とする）。
- 2002年（平成14年）3月 - 校内バリアフリー化工事。
- 2013年（平成25年）8月 - 耐震工事（生徒棟・技術棟）。
- 2014年（平成26年）8月 - 耐震工事（体育館）。
- 2015年（平成27年）8月 - 耐震工事（管理棟）。

## 部活動

### 運動部
- 野球部
- 陸上競技部
- 剣道部
- 女子バレーボール部
- バスケットボール部
- ソフトテニス部
- 卓球部
- サッカー部

### 文化部
- 吹奏楽部
- 美術部
- 合唱部
- 家庭科部
- 科学部

## 通学区域
「豊岡市立学校の通学区域等に関する規則」により、2025年度からは以下の小学校の通学区域となる。
- 豊岡市立豊岡小学校（全域。校区変更に伴う経過措置あり）
- 豊岡市立三江小学校（全域）
- 豊岡市立八条小学校（全域）
- 豊岡市立新田小学校（全域）
- 豊岡市立中筋小学校（全域）
- 豊岡市立神美小学校（全域）

## 著名な出身者
- 中貝宗治（政治家・豊岡市長）
- 水岡俊一（政治家・参議院議員）
- 上阪徹（著作家、ブックライター、日本文藝家協会会員）

## 通学区域が隣接している学校
- 豊岡市立港中学校
- 豊岡市立豊岡北中学校
- 豊岡市立日高東中学校
- 豊岡市立出石中学校
- 京都府京丹後市立久美浜中学校